# Irène du Buisson de Longpré
Marie Irène Catherine du Buisson de Longpré († 1767) war die Tochter von Jacques du Buisson, seigneur de Longpré. Sie heiratete 1747 den königlichen Berater Charles François Filleul. Sie war eine der Hofdamen der Prinzessin Marie Adélaïde (1732–1800), Tochter des französischen Königs Ludwig XV. Er wurde auf sie aufmerksam und machte sie zu seiner Mätresse, aus der Beziehung ging ihre Tochter Julie hervor.
- Julie Filleul (1751–1822)

⚭ 1767 Abel François Poisson de Vandières, marquis de Marigny (1727–1781), Bruder von Madame de Pompadour
⚭ 1783–1793 François de La Cropte Marquis de Bourzac
- Adélaïde Filleul (1761–1836), Schriftstellerin ⚭ Charles-François de Flahaut de La Billarderie (1726–1794)

⚭ Charles-Joseph de Flahaut (1785–1870), illegitimer Sohn von Charles-Maurice de Talleyrand-Périgord